# Hraničný Kriváň (přítok Poľanového Kriváně)
Hraničný Kriváň je potok na horní Oravě, na území okresu Námestovo. Původně se jednalo o levostranný přítok Poľanového Kriváně, ale po vybudování Oravské přehrady ústí potok do přehradního jezera. Měří 6,4 km a je tokem VI. řádu.

## Pramen
Pramení v Podbeskydské vrchovině na východním svahu Gluchové (881,6 m n. m.) v nadmořské výšce přibližně 790 m n. m., na katastrálním území obce Zubrohlava.

## Popis toku
Na horním toku teče jihovýchodním směrem lesnatým prostředím, zleva přibírá nejprve krátký přítok, následně delší přítok (700,5 m n. m.) pramenící přímo na státní hranici s Polskem. Dále teče potok po státní hranici (cca 2,1 km), přičemž zprava přibírá nejprve přítok ze severního svahu Žiaru (769 m n. m.) a pak Pasecký potok z téže strany. Následně opouští státní hranici, vtéká do Oravské kotliny, kde teče jihojihovýchodnim směrem bažinatým územím a zleva ještě přibírá krátký přítok pramenící severozápadně od kóty 621,2 m. Severovýchodně od obce Bobrov nakonec ústí v nadmořské výšce cca 602 m n. m. do Oravské přehrady.

## Jiné názvy
- Hlboký Kriváň
- Krivánik